# Ophellantha
Ophellantha é um género botânico pertencente à família Euphorbiaceae.

## Espécies
- Ophellantha spinosa
- Ophellantha steyermarkii

## Nome e referências
Ophellantha Standl.